# Ctenocheles collini
Ctenocheles collini är en kräftdjursart som beskrevs av Ward 1945. Ctenocheles collini ingår i släktet Ctenocheles och familjen Ctenochelidae. Inga underarter finns listade i Catalogue of Life.